# Enrique de Leguina
Enrique de Leguina y Vidal (Madrid, febrero de 1842-Madrid, 25 de noviembre de 1923) fue un historiador y político español, miembro de la Real Academia de la Historia y senador en las Cortes de la Restauración. Ostentó el título nobiliario de primer barón de la Vega de Hoz.

## Biografía
Nacido en 1842, se dedicó al estudio de la historia y del arte español. Miembro del Colegio de Abogados de Madrid y de la Sociedad Económica de Amigos del País de Sevilla, en 1891 recibió de la regente María Cristina la Baronía de la Vega de Hoz así como la grandeza de España. En 1901-1902 fue designado senador por la Sociedad Económica de Sevilla. También desempeñó el cargo de gobernador civil de las provincias de La Coruña, Sevilla y Córdoba. En 1914 fue elegido académico de la Real Academia de la Historia y también fue miembro de la Hispanic Society of America, así como cronista oficial de Santander.
Casado en primer lugar en 1866 con la santanderina Martina del Piñal y López del Hoyo, tuvo con ella dos hijos y una hija:
- José de Leguina Piñal, casado con doña Josefa Delgado de los Ríos en 1902. Su única hija Luisa de Leguina y Delgado, nacida en 1903, será la nieta que le sucederá en el título, como segunda Baronesa de la Vega de Hoz, que lo ostentará desde 1924 hasta 1978.
- Francisco de Leguina Piñal, casado con doña María Amparo Juárez y Manuel de Villena, de conocida familia granadina. Coronel de Artillería, muere el 6 de abril de 1955.
- María del Carmen de Leguina Piñal, casada en 1904 con Juan Laraña y Becker, Comandante de lnfantería, fallecido en 1912.

Contrajo matrimonio en segundas nupcias el 3 de abril de 1902 con María Josefa Dávila-Ponce de León y Cea, octava condesa de Guadiana. No tuvieron descendientes. Falleció el 25 de noviembre de 1923.

## Obras
- Hijos ilustres de la provincia de Santander (1875)
- La iglesia de Latas (1891)
- Apuntes para la historia de San Vicente de la Barquera (1875 y 1905)
- Recuerdos de Cantabria (1875)[8]
- Hijos ilustres de Santander (1875)
- El padre Rávago, confesor de Fernando VI (1876)
- Juan de la Cosa, piloto de Colón (1877)
- Espadas históricas (1898)
- Bibliografía e historia de la esgrima española (1904)[1]
- Las armas de Don Quijote (Madrid, [1908])
- Espadas de Carlos V (Madrid, Librería de Fernando Fe, 1908)
- Arquetas hispano-árabes (Madrid, F. Fé, 1912)
- Glosario de voces de armería (1912)[1][9]